# Château du Pirou
Le château du Pirou (également appelé hôtel du Charriol) est un hôtel particulier seigneurial situé dans la commune de Thiers, dans le département du Puy-de-Dôme en région Auvergne-Rhône-Alpes.
L'édifice est construit en 1410 par Louis II de Bourbon, duc de Bourbon et comte de Forez, pour devenir une de ses résidences locales. Établi en plein cœur de la ville médiévale, il prend place dans le secteur de la deuxième enceinte des remparts de Thiers pour devenir un élément phare de la période médiévale de la ville. Dès le début des années 1980, le bâtiment est acheté par la ville de Thiers puis entièrement rénové dans une optique de développement touristique et devient un lieu d'expositions culturelles accueillant au rez-de-chaussée le bureau d'informations touristiques de Thiers.
Souvent décrit comme étant une des plus belles demeures médiévales du centre ancien de Thiers, le château du Pirou est classé sur la liste des monuments historiques par arrêté du Ministre de l'Instruction publique, des Beaux-Arts et des Cultes, Aristide Briand en 1907.

## Situation
Le château du Pirou est situé sur la place du même nom au cœur du centre-ville de Thiers. Historiquement, il est construit à proximité directe avec le château fort du seigneur de Thiers, situé sur la place du Palais, aujourd'hui nommée place Saint-Genès. Il est protégé par la deuxième enceinte des remparts de Thiers qui sera remplacée par d'autres murailles successivement. Bien qu'étant directement situé sur la place du Pirou, il est possible d'accéder à l'édifice via la rue du Bourg, la rue Lasteyras, la rue des Vieilles-écoles et la rue Grenette.

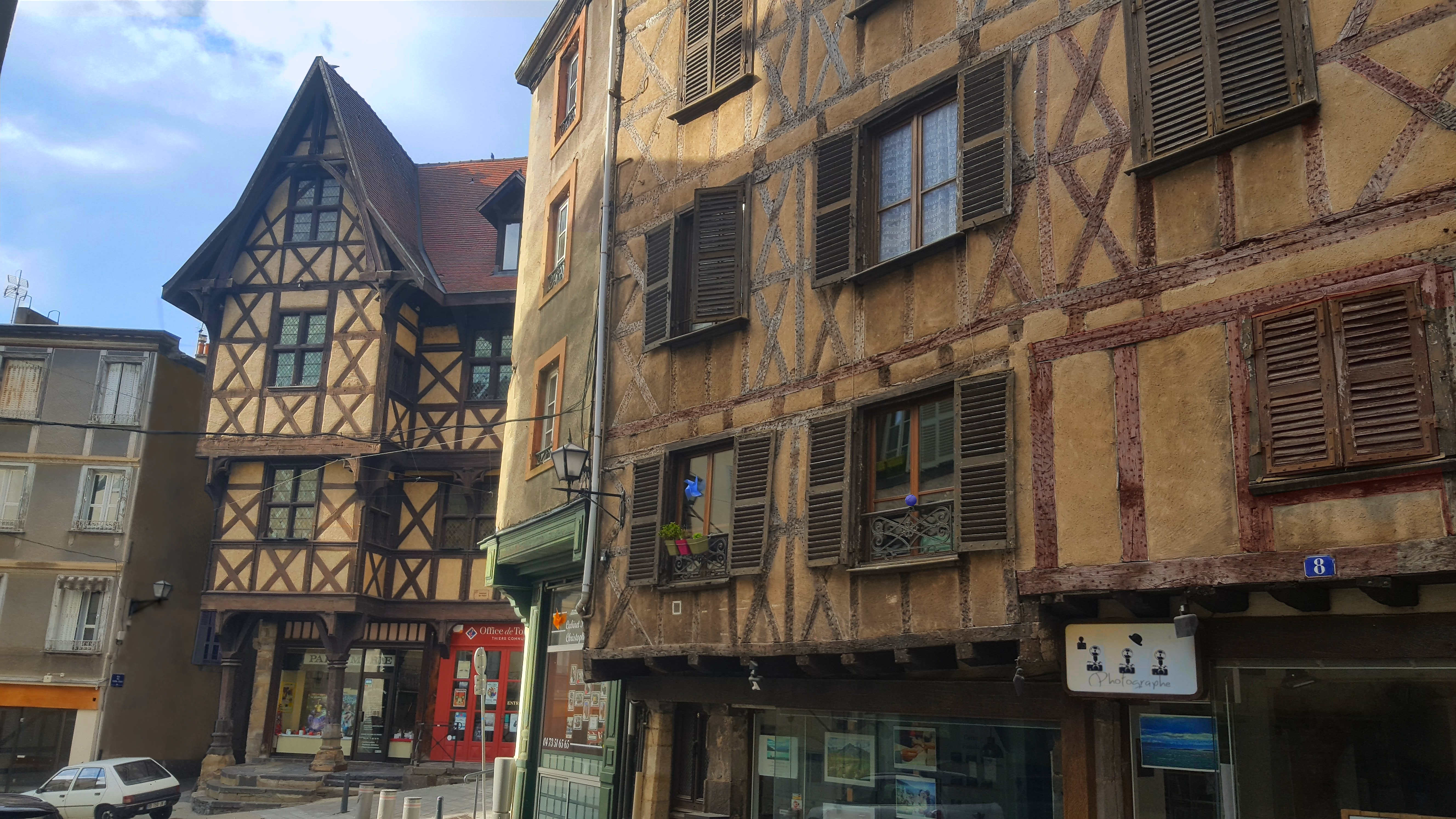
Le château du Pirou vu depuis l'entrée de la place Saint-Genès.
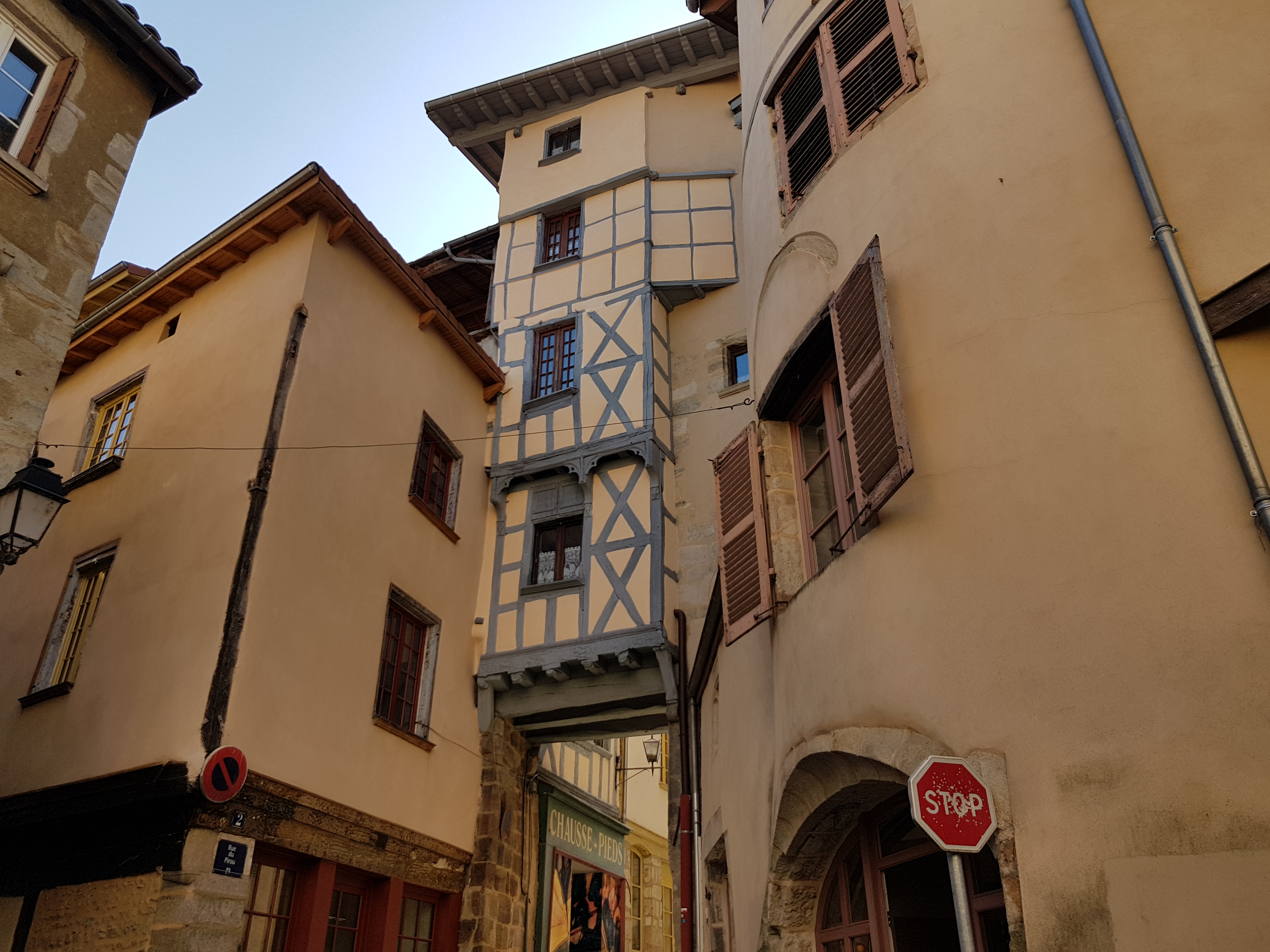
La pedde du Coin des Hasards, ancienne porte Charnier de la seconde enceinte située à proximité de l'édifice.

## Histoire

### Origine
Le château du Pirou est construit en 1410 à la demande de Louis II de Bourbon, duc de Bourbon mais aussi comte de Forez, pour servir de résidence à ses châtelains de la ville. Des personnages célèbres s'y rendent comme George Sand lors de son passage à Thiers.

### Hôtel particulier de la famille du Charriol
Au XIIe siècle, la famille des Bouilles du Charriol s'installe sur les hauteurs de Thiers et créent le bourg de Saint-Rémy-sur-Durolle. Lorsque les membres de cette dernière souhaitent s'installer dans la puissante cité coutelière, ils achètent le futur château du Pirou, alors nommé « Hôtel des ducs de Bourbon » et resteront propriétaire jusqu'à la fin des années 1970 lorsque la mairie de Thiers achète le bien.

### Rénovations
Au début des années 1980, alors que les dépenses publiques concernant la culture augmentent considérablement, la municipalité de Thiers fait rénover le château du Pirou alors considéré comme étant en très mauvais état de conservation car abandonné depuis plusieurs années, sous l'impulsion de Maurice Adevah-Pœuf — député-maire, et Jean-Claude Potte —1er adjoint chargé de la culture. Son intérêt culturel et historique permet à la bâtisse d'obtenir des subventions importantes de l'Etat.

### Classement
Souvent décrit comme étant une des plus belles demeures médiévales de la cité médiévale de Thiers, le château du Pirou est classé sur la liste des monuments historiques par arrêté du Ministre de l'Instruction publique, des Beaux-Arts et des Cultes, Aristide Briand depuis 1907. Il est le troisième bien immobilier à obtenir ce titre sur la commune après l'église Saint-Genès (1846) et l'abbaye du Moutier (1862).
Il est par ailleurs situé dans le secteur sauvegardé de la commune de Thiers.

### Utilisation actuelle

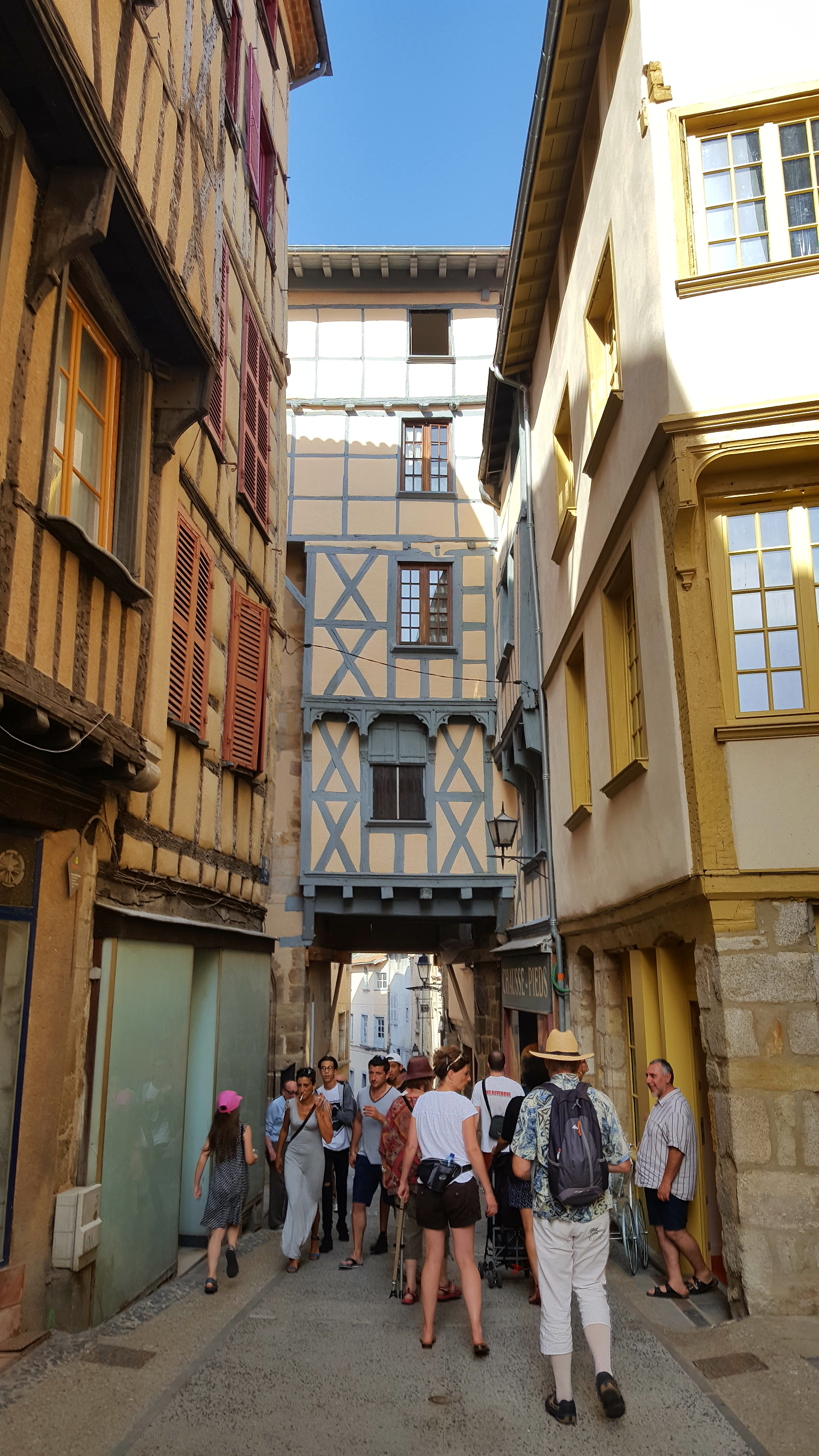
La pedde du Coin des Hasards vue depuis le château du Pirou.

Le château du Pirou est en 2020, partiellement ouvert au public. Au rez-de-chaussée, le bureau d'informations touristiques de la Maison du Tourisme en Livradois-Forez occupe les lieux tandis qu'aux étages, la Donation Calamy qui présente aux visiteurs une riche collection d’art européen avec du mobilier allant de la période gothique au XVIIe siècle, des tableaux des Flandres du XVIIe siècle, des tapisseries ou encore des albâtres prend place. Cette dernière est ouverte qu'à de rares occasions comme lors des journées européennes du patrimoine.

## Étymologie
Son nom est une francisation de l'auvergnat « peirou » (écriture auvergnate unifiée) qui désigne un perron, une plateforme réalisée en pierre. En effet, le château porte le même nom que la place du même nom : « Pyron ». Si l'écriture est transformée au fil des siècles pour devenir « Piron », puis « Piroux » et enfin « Pirou », il est encore possible de trouver des cartes datant du XVIIIe siècle avec l'écriture « Piron » mais également une ancienne plaque de rue toujours accrochée face au château en gardant la lettre de fin « place du Piroux » en 2020. C'est donc véritablement au XXe siècle que le mot perd sa dernière lettre.
L'ancien nom officiel de l'édifice est « Hôtel du Charriol ». Ce nom est issu de celui de la famille seigneuriale propriétaire de la bâtisse durant plusieurs siècles, celle des « du Charriol ».

## Architecture

### Décoration intérieure
Les déplacements verticaux se font par un escalier à vis d'époque allant des caves aux combles. Aux étages, le bâtiment préserve son esprit médiéval avec tommettes, plafonds, cheminées remarquables et colombages apparents. Ce décor accueille la donation Calamy. Un don de la famille thiernoise du même nom en 2004 – 170 pièces environ – à la ville.

### Décoration extérieure
La demeure est l'édifice le plus emblématique de la ville. Il se distingue par l'aspect élancé que lui donne son pignon en encorbellement soutenu par deux piliers de bois et son toit complexe et harmonieux. Il est constitué de deux étages en pan de bois portée sur un rez-de-chaussée maçonné ouvert d'une boutique et du bureau d'informations touristiques de Thiers, avec une partie saillante à l'angle.

### Souterrains et caves
Sous le rez-de-chaussée, le château du Pirou détient des caves voûtées d'époque directement constituées par la roche. Ces caves étaient historiquement reliées à des souterrains qui ont été bouchés, Thiers étant construite sur un réseau de galeries souterraines dont le Pirou est le parfait exemple.

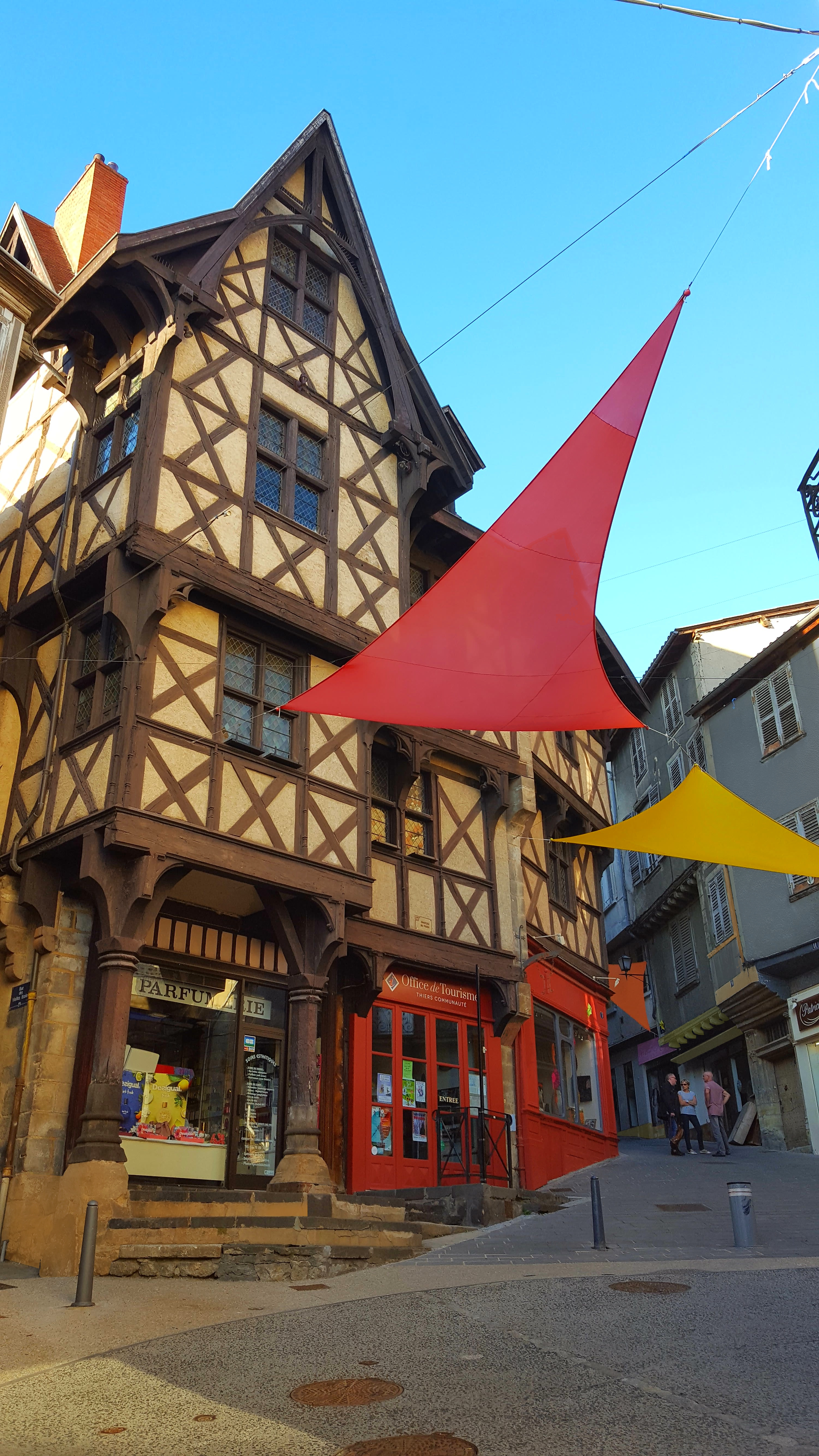
Le château en 2018.
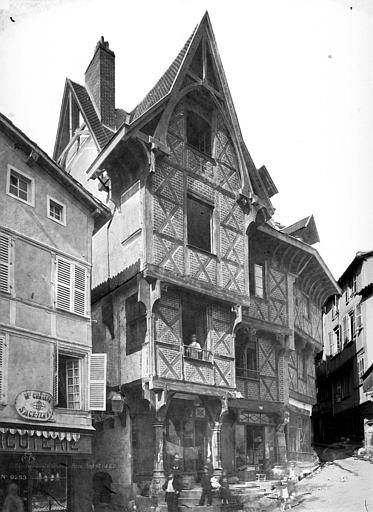
Photographie du château par Jean-Eugène Durand.
Les alentours du château pris au début du XXe siècle.